# Bala expansiva

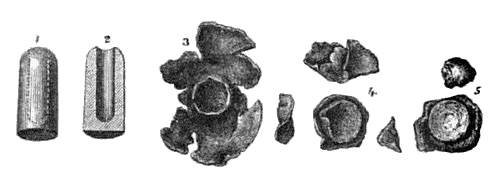
Na ilustração, uma bala dum dum de ponta côncava, antes do disparo (1, 2), e depois de retirado do corpo de um animal (3, 4, 5), mostrando a expansão e a fragmentação.

Bala expansiva ("Expanding bullets" em inglês) ou bala dum dum (em linguagem coloquial), é a designação para as balas de armas de fogo concebidas para se expandir durante o impacto. Isso faz com que o diâmetro da bala aumente, para impedir a penetração excessiva e produzir um ferimento maior. Isso faz com que um alvo vivo seja incapacitado mais rapidamente. Por essa razão, elas são usadas para caça e pela maioria dos departamentos de polícia, mas geralmente são proibidos para uso na guerra. Dois designs típicos são o de ponta oca e o de ponta macia.

## Função e uso
A Bala expansiva é projetada para expandir no impacto, às vezes até duas vezes o seu diâmetro. Isso reduzirá a velocidade da bala e mais de sua energia cinética será transferida para o alvo, criando um canal de ferimento maior. Por esta razão, as balas expansivas são frequentemente usadas na caça, porque seu poder de parada aumenta a chance de uma morte rápida. Existem vários designs usados para caça de animais de diferentes portes e para uso de armas com velocidade de saída do cano diferentes.
As balas usadas para caça de animais de médio e grande porte precisam de melhor penetração, o que significa balas projetadas para manter a integridade e para menos expansão. As velocidades em que as balas atingem o alvo afetam sua expansão e penetração.
As Bala expansivas têm menos probabilidade de passar pelo alvo e, se o fizerem, sairão com velocidade menor. Isso reduz o risco de atingir alvos indesejados. Por esta razão, e para maximizar o efeito de parada, as organizações de aplicação da lei usam balas expansivas. Mesmo assim, alguma penetração é necessária, por ex. para penetrar no para-brisa ou em roupas pesadas. Tal bala teria menos possibilidade de penetrar uma armadura corporal ou equipamento pesado usado no corpo.

## Nomenclatura

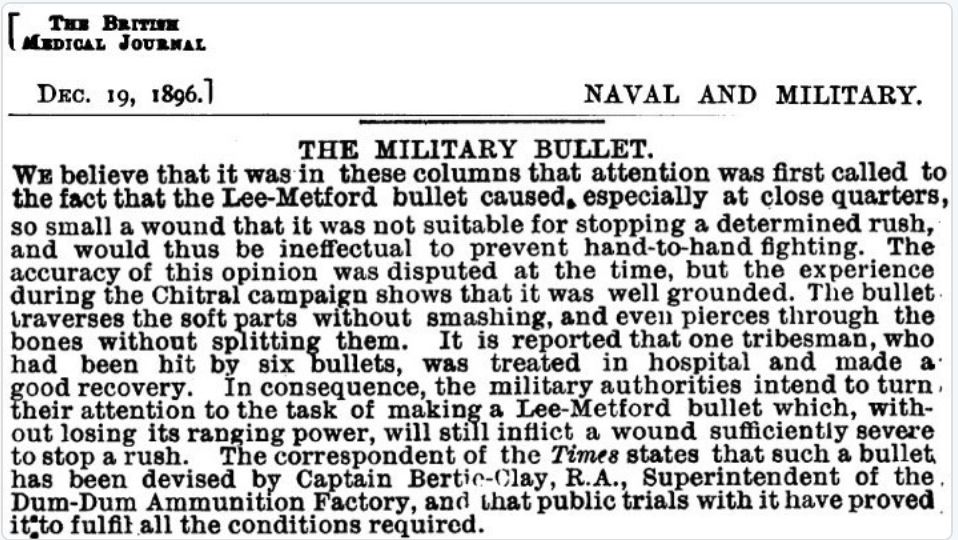
Imagem composta do artigo do British Medical Journal descrevendo o novo tipo de bala do Capitão Bertie-Clay (Br Med J 1896;2:1810)

As balas expansivas receberam o nome de "Dum-dum", ou "dumdum", em homenagem a um dos primeiros exemplares britânicos produzidos no Dum Dum Arsenal na cidade de Dum Dum, perto de Calcutá, na Índia, pelo capitão Neville Bertie-Clay.
Havia várias balas expansivas sendo produzidas por este arsenal para o cartucho .303 British, incluindo designs de ponta macia e ponta oca. Essas não foram as primeiras balas expansivas; As balas expansivas de ponta oca eram comumente usadas para caça de animais de pele fina em rifles express desde meados da década de 1870. O uso do termo "Dum-dum" aplicado a outros projéteis de expansão que não os primeiros .303 é considerado gíria pela maioria das fontes de munição e balística. Os fabricantes têm muitos termos para descrever a construção específica dos vários tipos de balas expansivas, embora a maioria se enquadre na categoria de designs de ponta macia ou ponta oca. O efeito que a expansão causa no formato da bala a torna parecida com um cogumelo (em inglês, esse efeito é chamado de "mushrooming").
Outro nome antigo foi ""mushroom bullet"" ("bala cogumelo") atribuído ao General Tweedie, citado no New York Times em 1892.

## Histórico

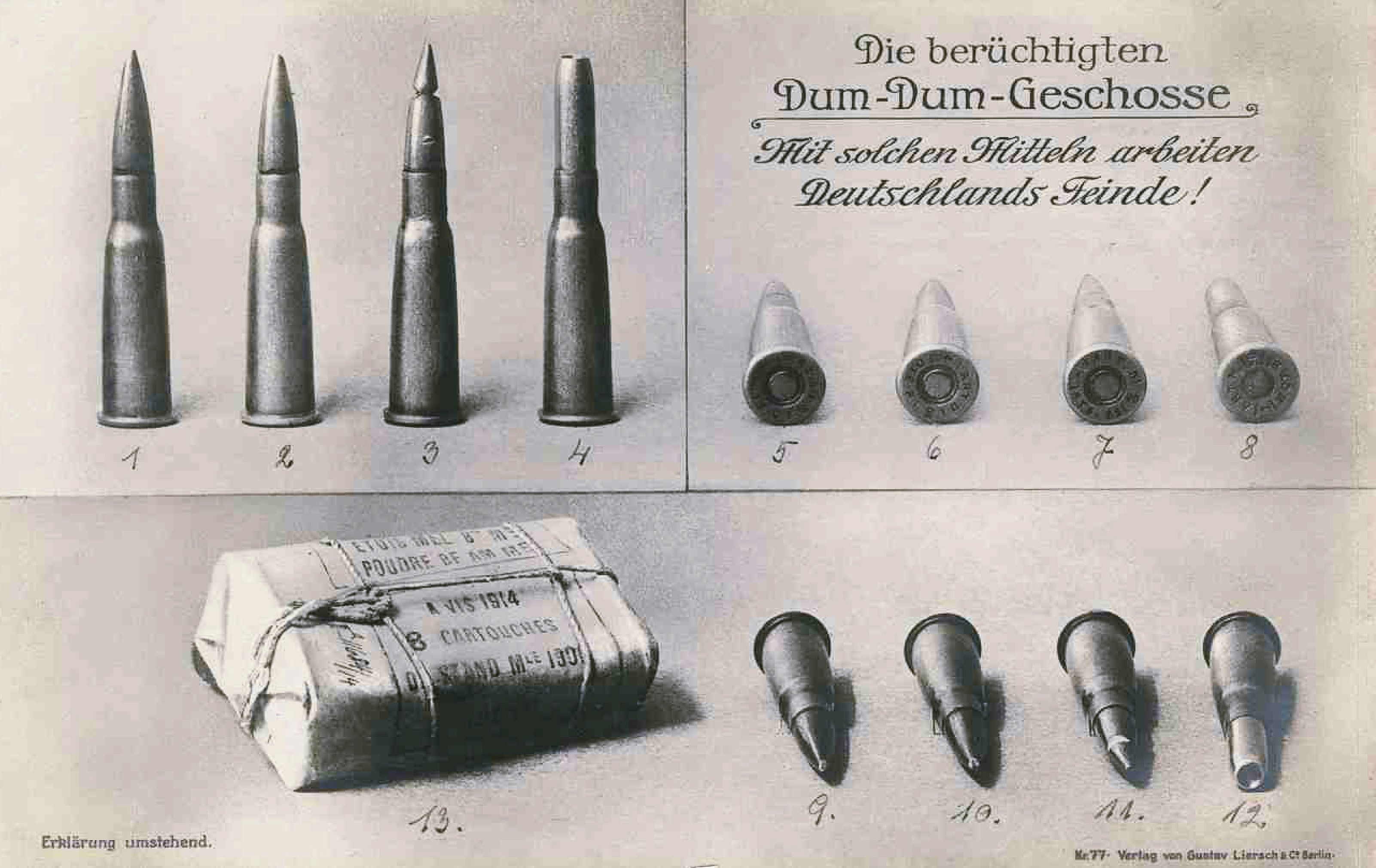
Cartão postal alemão da 1ª Guerra acusando os franceses do uso das balas Dum-Dum com a frase "As infames balas dum-dum. Os inimigos da Alemanha trabalham com esses meios!" (ca. 1916).

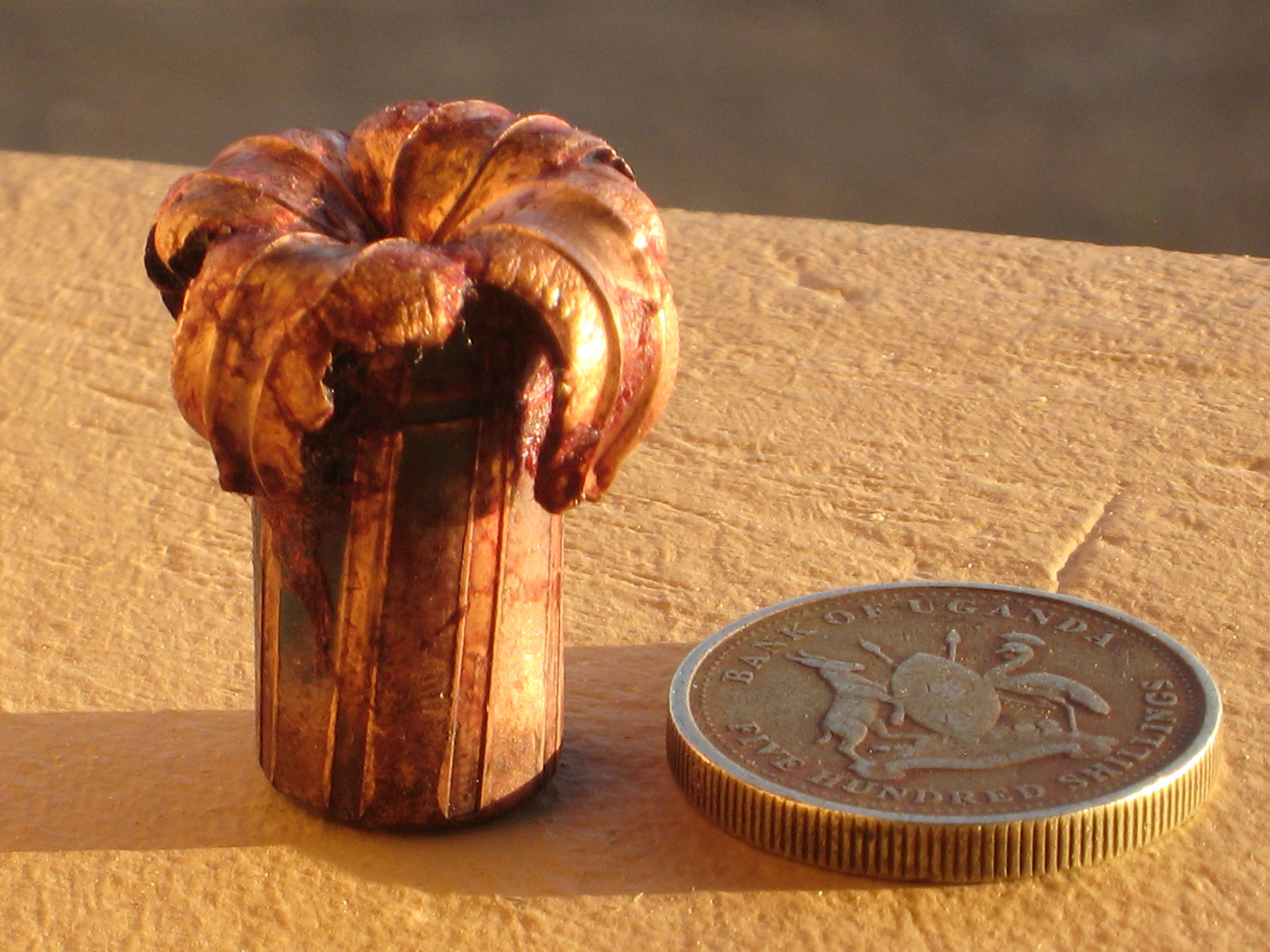
Uma bala .458 de caça expandida depois de abater um búfalo-africano.

As primeiras balas eram normalmente feitas na forma de esferas de chumbo quase puro, que é um metal macio. Elas costumavam achatar com o impacto no alvo, causando um ferimento maior do que o diâmetro original da esfera. A adoção do estriamento nos canos permitiu o uso de balas mais longas e pesadas, mas estas ainda eram tipicamente construídas com chumbo macio e muitas vezes dobravam de diâmetro com o impacto. Nesse caso, a expansão foi um efeito colateral dos materiais, e não há evidências de que as balas foram projetadas para expandir com o impacto.
Os primeiros exemplos de balas projetadas especificamente para expandir o impacto foram aquelas disparadas por rifles express, desenvolvidos em meados do século XIX. Os "rifles express" usavam cargas de pólvora maiores e balas mais leves do que o normal para a época para atingir velocidades muito altas usando cartuchos de pólvora negra. Um método de aliviar o peso das balas usadas era criar uma cavidade profunda na ponta da bala. Essas foram as primeiras balas de ponta oca e, além de desenvolver velocidades mais altas, também se expandiram significativamente com o impacto. Essas "balas de ponta oca" funcionavam bem em animais de pele fina, mas tendiam a se desfazer em animais maiores, resultando em penetração insuficiente. Uma solução para isso foi a "bala expansiva cruciforme", uma bala sólida com uma incisão em forma de cruz na ponta. Essa seção dividida se expandia apenas até a profundidade da incisão, tornando-se uma forma inicial de projétil de expansão controlada.
No final do século XIX, a invenção de Cordite e outros propelentes "sem fumaça" baseados em nitrocelulose permitiram uma velocidade maior do que a pólvora negra, juntamente com trajetórias mais planas e probabilidades de acerto correspondentemente mais altas. No entanto, limitar o recuo a um nível aceitável exigia que as balas de alta velocidade fossem mais leves e, portanto, com um diâmetro menor.
Logo após a introdução da pólvora sem fumaça nas armas de fogo, balas com de "jaqueta" de metal foram introduzidas para evitar incrustação de chumbo no cano, causada por pressões e velocidades mais altas quando usadas com balas de chumbo macio. No entanto, logo se percebeu que essas balas de pequeno calibre eram menos eficazes em ferir ou matar um inimigo do que as balas de chumbo macio de grande calibre mais antigas. Dentro do Exército da Índia Britânica, o Dum Dum Arsenal produziu uma solução: a "jaqueta" foi removida da ponta da bala, criando as primeiras balas de ponta macia. Como a "jaqueta" Mark II não cobria a base da bala, isso poderia fazer com que a jaqueta ficasse no cano. Este problema potencial resultou na rejeição do design "Dum-dum" e levou ao desenvolvimento independente dos cartuchos .303 British Mark III, Mark IV (1897) e Mark V (1899), que eram do design de ponta oca, com o jaqueta cobrindo a base; embora tenham sido feitos na Grã-Bretanha, não no arsenal Dum-Dum, o nome "Dum-dum" já havia se tornado associado a balas expansivas e continuou a ser usado para se referir a quaisquer balas desse tipo. As balas expansivas aumentavam significativamente seu diâmetro original de .312 polegadas (7,92 mm) com o impacto, produzindo feridas de diâmetro maior do que as versões totalmente revestidas de metal. O Mark IV foi bem sucedido o suficiente em seu primeiro uso na Batalha de Omdurman que os soldados britânicos abastecidos com as balas padrão Mark II começaram a remover a parte superior da jaqueta, convertendo as balas Mark II em tipos Dum-dum improvisados.
Em 1898, o governo alemão protestou contra o uso da bala Mark IV, alegando que os ferimentos produzidos pelo Mark IV eram excessivos e desumanos, violando assim as leis da guerra. O protesto, no entanto, foi baseado na comparação dos ferimentos produzidos por balas expansíveis e não expansíveis de rifles esportivos de alta velocidade, em vez de uma comparação das balas expansivas .303 British com o cartucho anterior de grande calibre que substituiu, o .577/450 Martini–Henry. Como a energia era praticamente a mesma, os ferimentos causados pela expansão da bala no .330 foram menos graves que os causados pela bala de chumbo sólido, de maior calibre, usada pelo Martini-Henry.
Os protestos alemães foram eficazes, no entanto, resultando na proibição do uso de balas expansivas na guerra. Os britânicos substituíram as balas de ponta oca por novas balas de jaqueta totalmente de metal e usaram os estoques restantes de balas expansivas para praticar.
Durante a Convenção da Haia de 1899, a delegação britânica tentou justificar o uso da bala dumdum apontando sua utilidade para reprimir a "agitação colonial". Barbara Tuchman escreve o seguinte:

Desenvolvidas pelos britânicos para impedir a corrida de fanáticos tribais, as balas foram vigorosamente defendidas por Sir John Ardagh contra o ataque acalorado de todos, exceto do delegado militar americano, Capitão Crozier, cujo país estava prestes a fazer uso delas nas Filipinas. Na guerra contra selvagens, Ardagh explicou a uma audiência absorta, "os homens atingidos várias vezes por nosso último padrão de projéteis de pequeno calibre, que fazem pequenos buracos limpos", foram, no entanto, capazes de avançar e chegar bem perto. Foi preciso encontrar alguns meios para detê-los. "O soldado civilizado, ao ser baleado, reconhece que está ferido e sabe que quanto mais cedo for atendido, mais cedo se recuperará. Ele se deita em sua maca e é retirado do campo para sua ambulância, onde é vestido ou enfaixado. Já um bárbaro fanático, igualmente ferido, continua a correr, lança ou espada na mão; e antes que você tenha tempo para explicar a ele que essa conduta é uma violação flagrante do entendimento relativo ao curso adequado a ser seguido pelo homem ferido - ele pode ter cortado sua cabeça".
— Barbara Tuchman
No entanto, o restante dos delegados na Convenção de Haia de 1899 não aceitaram isso justificativa e votou 22–2 para proibir o uso futuro da bala dumdum.

## Legislação internacional
A Convenção da Haia de 1899, Declaração III proíbe o uso de balas expansivas em guerras internacionais. Muitas vezes, acredita-se incorretamente que isso é proibido pelas Convenções de Genebra, mas é significativamente anterior a essas convenções e é, na verdade, uma continuação da Declaração de São Petersburgo de 1868, que proibia a explosão de projéteis de menos de 400 gramas.
O texto da declaração afirma: “A presente Declaração só é vinculativa para as Potências Contratantes em caso de guerra entre duas ou mais delas”. Até há relativamente pouco tempo, a proibição do uso de balas expansivas era aplicável apenas a conflitos armados internacionais entre os países que a assinaram. De acordo com o estudo do Comitê Internacional da Cruz Vermelha sobre o direito internacional de costumes (direito internacional consuetudinário) agora proibem seu uso em quaisquer conflitos armados. Isso foi contestado pelos Estados Unidos, que sustentam que o uso de balas expansivas pode ser legal quando há uma necessidade militar clara. A adoção de uma emenda ao artigo 8 na Conferência de Revisão do Estatuto de Roma em Kampala torna o uso de balas expansivas em conflitos armados não internacionais um crime de guerra. Um exemplo de crime de guerra envolvendo balas expansivas é o assassinato alemão de prisioneiros soviéticos em Jitomir em agosto de 1941, como um experimento humano com material do Exército Vermelho capturado.
Como a Convenção de Haia se aplica apenas ao uso de balas expansivas na guerra, o uso de projéteis expansíveis permanece legal em outras circunstâncias, a menos que seja restrito ou proibido pelas leis locais. Os exemplos são o uso de balas expansivas apropriadas na caça em que é desejável parar o animal rapidamente, seja para evitar a sua fuga ou para garantir uma morte rápida do animal, e na aplicação da lei ou autodefesa, se neutralizando rapidamente um o agressor pode ser necessário para evitar mais perdas de vida ou a bala deve permanecer dentro do alvo sem transpassá-lo para evitar danos colaterais.